# Bebbia juncea
Bebbia juncea là một loài thực vật có hoa trong họ Cúc. Loài này được (Benth.) Greene mô tả khoa học đầu tiên năm 1885.